# Loriculus philippensis
Loriculus philippensis е вид птица от семейство Psittaculidae.

## Разпространение
Видът е разпространен във Филипините.